# Euphylidorea aequiatra
Euphylidorea aequiatra är en tvåvingeart som först beskrevs av Alexander 1949.  Euphylidorea aequiatra ingår i släktet Euphylidorea och familjen småharkrankar. Inga underarter finns listade i Catalogue of Life.